# 信州そば

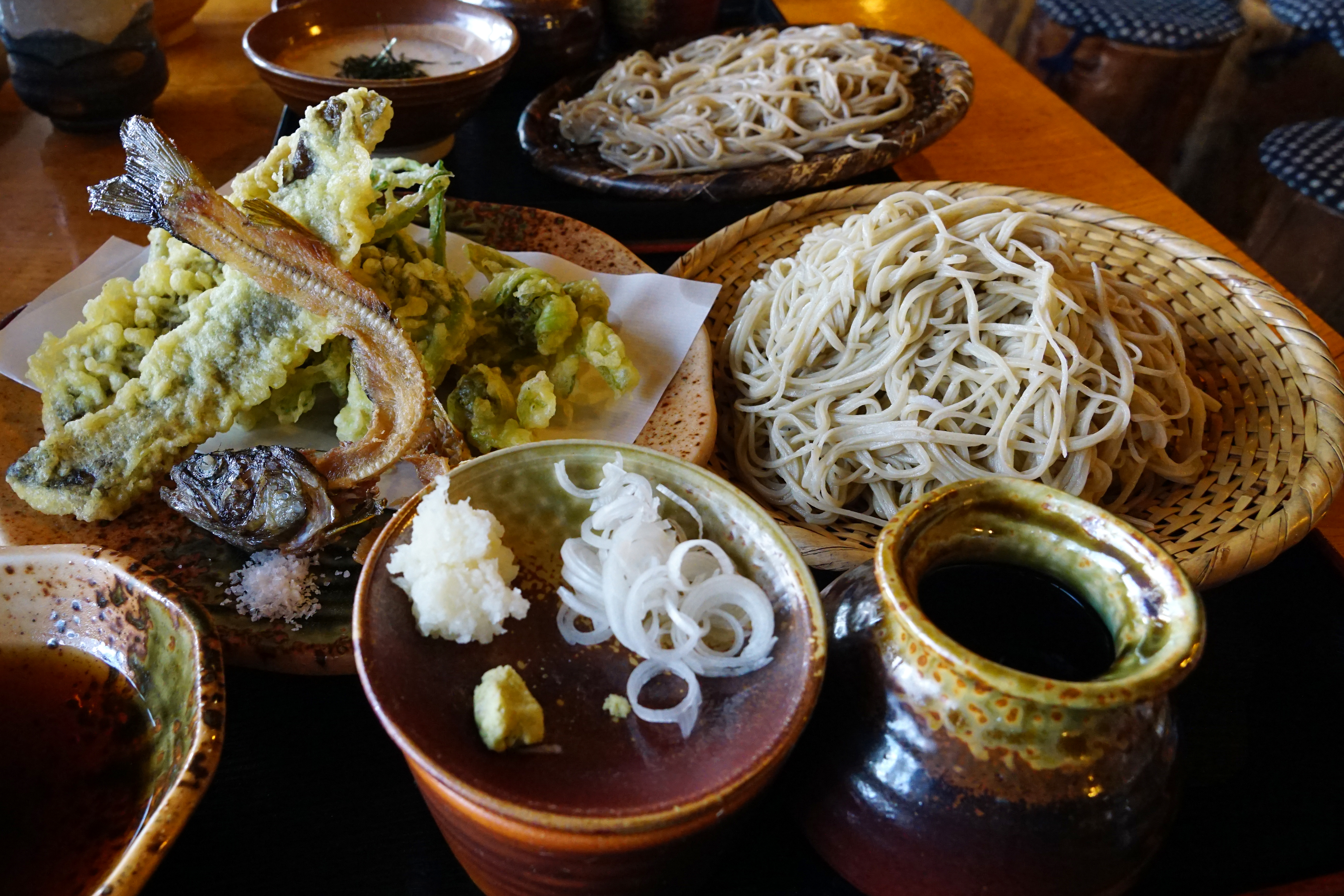
信州そば（天麩羅付き）

信州そば（しんしゅうそば）は、一般的には長野県で作られる蕎麦の総称である。長野県は、1983年（昭和58年）にこれらを「手打ちソバ」の名称で長野県選択無形民俗文化財「味の文化財」に選択している。

## 概要
長野県の涼しく豊かな自然の環境で作られており、また標高の高い地域で産出される事が多いため霧が降霜を防ぐため風味が良い蕎麦と言われている。
信州産の蕎麦の評価に関しては、17世紀末の『本朝食鑑』に、「武蔵・上総・常陸国の蕎麦は産出量が多く、味も悪くは無いが、信州産には及ばない」と記し、関東産蕎麦より評価が上と認識されている（この本朝食鑑の記述は、そのまま『蕎麦全書』にも引用されている）。
有名なソバ産地として、「戸隠」（旧戸隠村、現 長野市戸隠 ）「開田」（旧 木曽郡開田村、現 木曽町）、「川上」（川上村 (長野県)）、「柏原」（上水内郡信濃町）、「唐沢」（東筑摩郡山形村）、「富倉」（飯山市）、高遠（伊那市）等がある。

## 商標
茅葺き屋根に「信州そば」の文字をあしらったロゴマークは、1997年（平成9年）に長野県信州そば協同組合の登録商標として登録され、「長野県信州そば協同組合」（2018年時点、長野県内業者19社で構成）において、組合に申請のある製品に対し、そば粉を40パーセント以上配合した良質の干しそばを商標登録した信州そばとして認定してロゴマーク使用の許可されている。